# Gara Sărățel
Gara Sărățel este o stație de cale ferată din România. Saratel este un punct imporant pentru Magistrala 400, de aici plecand linia 406A spre Bistrita Bargaului hcv. (via Bistrita Nord). In plus, din statia "vecina" Magherus Sieu hm. pleaca linia 406B, spre Ludus (via Sarmasel hcv.).

## Date tehnice

### Peroane si linii
In prezent, pentru traficul de calatori sunt folosite, in mod uzual, liniile 3 si 4, desi la orele de varf pot exista trenuri care sa traga la linia 2. Peronul principal al garii are "iesire" la linia 1, care in momentul actual nu este folosita decat pentru gararea drezinelor CFR Infrastructura.

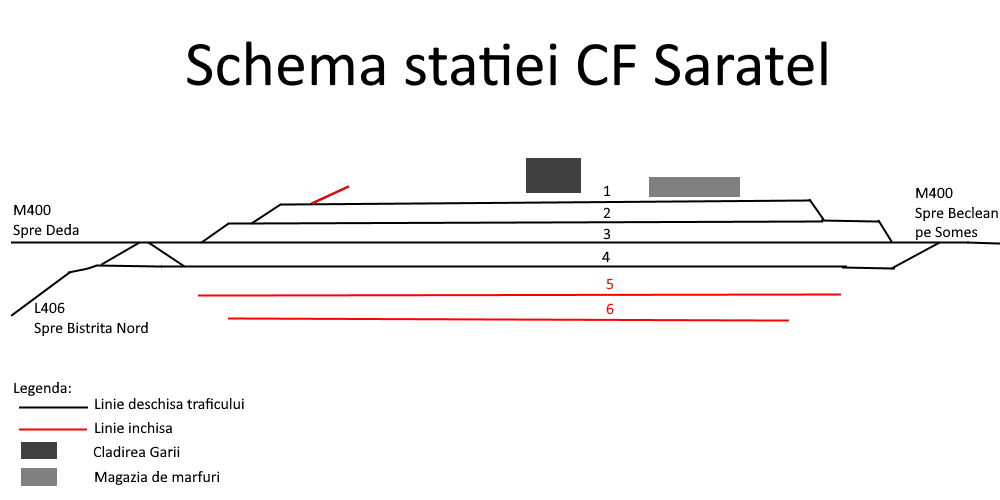
Schema Statiei CF Saratel

Pentru accesul la liniile 2, 3 si 4 se folosesc 3 peroane de lungimi si latimi diferite, ele avand totusi nevoie de reparatii in viitor.

### Statii invecinate:
1. M400, directia de mers Deda, Brasov: prima halta: Domnesti pe Sieu hc., prima halta de miscare: Mariselu hm., prima statie: Monor Gledin, prima statie importanta: Deda
2. M400, directia de mers Beclean pe Somes: prima halta: Arcalia hc, prima halta de miscare: Magherus Sieu hm, prima statie importanta: Beclean pe Somes
3. L406A: prima halta: Sarata hc, prima statie importanta: Bistrita Nord

## Destinații

### Plecari si sosiri ale trenurilor de calatori:
Chiar daca nu se mai ridica la cifrele impresionante din trecut, statia Saratel ramane una importanta pe harta feroviara, avand destinatii in toate colturile tarii. Trenurile cu rang IR deservesc, pe tot parcursul anului,  destinatii precum Brasov (via Toplita, Miercurea Ciuc, Sf Gheorghe), Bucuresti Nord (via Brasov, Ploiesti Vest), Budapesta Keleti (via Cluj Napoca, Oradea), Baia Mare (via Dej Calatori, Jibou). In timpul sezonului estival este asigurata legatura, prin perechea de sezoniere "Liviu Rebreanu" si cu Mangalia (via Brasov, Bucuresti Baneasa, Constanta) si Satu Mare (via Dej Calatori, Baia Mare).
In plus, trenurile cu rang Regio si Regio-Express asigura transportul judetean si regional, destinatiile incluzand Bistrita Nord, Deda, Cluj Napoca, Vatra Dornei, Ludus etc.

### In trecut
Pana nu acum mult timp, din Saratel puteai ajunge, fara schimbare si la Targu Mures (anulat de CFR Calatori in MT2019/2020), Galati (circula in anii 90 ca grupa a trenului Cluj-Galati), Timisoara Nord, Teius(acum aproximativ 10 ani, o pereche care acum merge Bistrita Nord-Ludus era prelungita pana la Teius) etc.

## Operatori

### Operatori feroviari de călători
In prezent, trenurile de calatori sunt operate de compania de stat CFR Calatori, dar si de 2 operatori privati (Regio Calatori, Interregional CalatorI).  

### Operatori feroviari de marfă
Statia Sărățel mai este și stație de tranzit pentru diferite trenuri de marfă de la companii precum CFR Marfă , Grup Feroviar Român (GFR) , Unicom Tranzit .